# Adolf von Lützow
Pour les articles homonymes, voir Lützow.
Le baron Ludwig Adolf Wilhelm von Lützow (18 mai 1782 (Berlin) – 6 décembre 1834) est un lieutenant-général prussien réputé pour l'organisation et le commandement d'une unité de volontaires durant les guerres napoléoniennes.

## Biographie

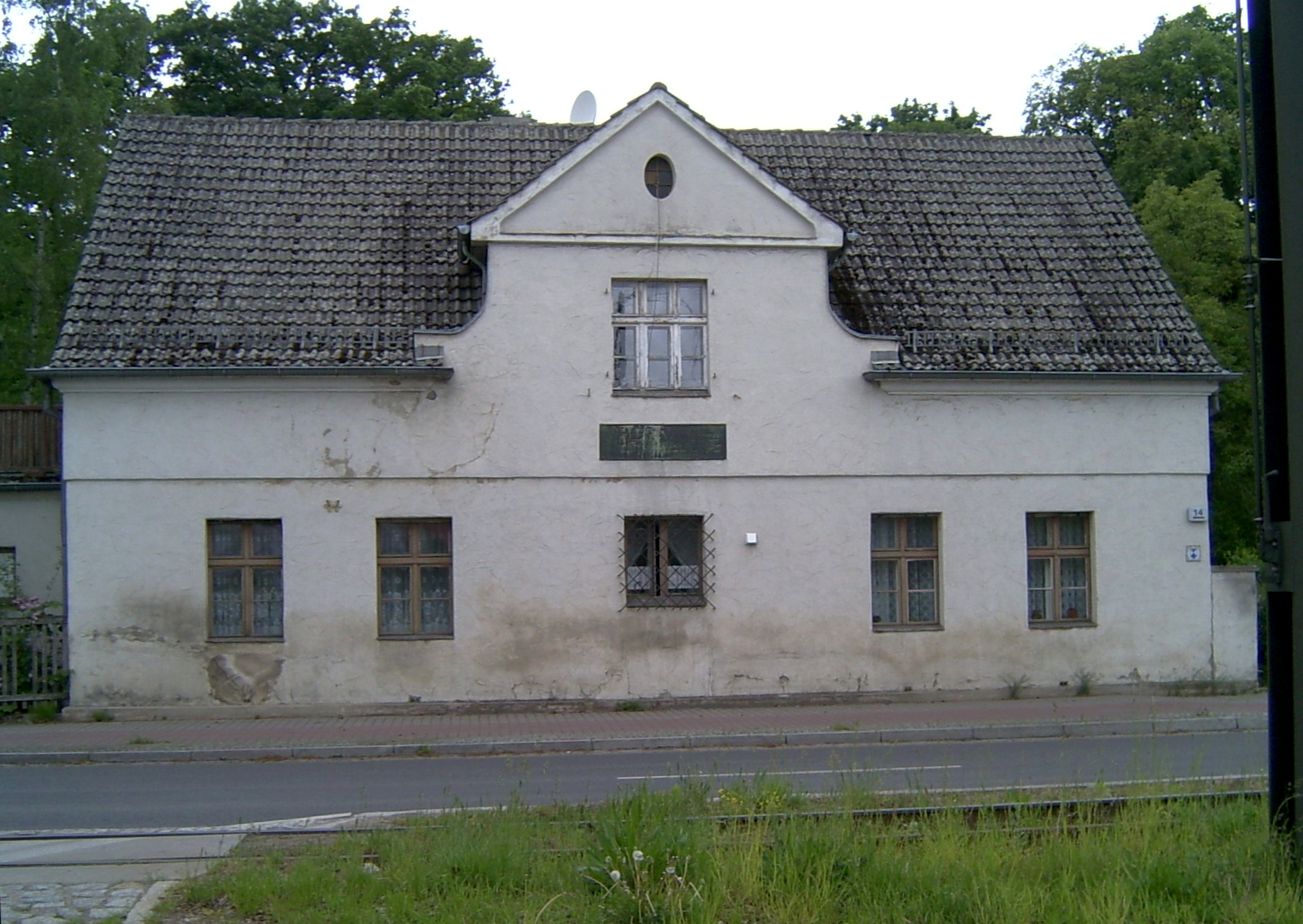
Maison de Lützow (Lützowhaus) à Schöneiche

Ludwig Adolf Wilhelm est issu de la famille noble von Lützow (de) du Mecklembourg. Son père est le major général prussien Johann Adolph von Lützow (1748-1819), et sa mère Wilhelmine, née von Zastrow (1754-1815). 
Il rejoint l'armée prussienne en 1795, et prend part, onze ans plus tard, à la désastreuse bataille d'Auerstaedt. Il reçoit une distinction pendant la bataille de Kolberg, en tant que commandant de l'escadron de volontaires de Schill.
En 1808, il se retire de l'armée prussienne, et crée des corps francs, les Lützowsches Freikorps, une unité militaire de volontaires de l'Armée prussienne durant la campagne d'Allemagne de 1813. qui préparent son relèvement. Même si Heinrich von Treitschke considérait le Freikorps comme ayant peu d' importance militaire, il a un effet de mobilisation considérable dans la révolte allemande contre Napoléon.
Alors en convalescence de ses blessures acquises lors de la bataille de von Schill contre Napoléon, il rencontre Elisa von Ahlefeldt avec sa mère à Bad Nenndorf. Ils se marient le 20 mars 1810.
Le 7 février 1811, Von Lützow est réintégré dans l'armée prussienne.
Son mariage est d'abord heureux, le couple partageant un intérêt commun pour leur pays. Après la paix, ils vivent à Berlin puis Königsberg et Münster (à partir de 1817), où Lützow est en garnison. Là, sa femme rencontre au printemps 1822 le jeune juriste Carl Leberecht Immermann dont elle tombe amoureuse. En 1824, Elisa von Ahlefeldt et Von Lützow, devenu entre-temps général, se séparent. En 1825, le couple divorce.
Le 10 avril 1829, il se marie avec Auguste Uebel, la veuve de son plus jeune frère Wilhelm, décédé en 1827. En mai 1829, von Ahlefeldt lui rend visite et se plaint de ce mariage devenu peu heureux.
En 1830, il reçoit le commandement de la 6e brigade de cavalerie. Il remet ce commandement au prince Albert de Prusse le 30 mars 1833 et prend sa retraite.

## Hommage
- La Lützowstraße, à Munich, porte son nom.